# CTV 드라마 채널

CTV 드라마 채널(영어: CTV Drama Channel)는 캐나다의 텔레비전 네트워크이다.